# Sverigetopplistan
Sverigetopplistan (wcześniej jako Topplistan w latach 1975–1997 oraz Hitlistan w latach 1998–2007) – strona internetowa, na której publikowane są szwedzkie listy przebojów (od października 2007). Listy są sporządzane na podstawie danych z serwisu Grammofonleverantörernas förening. Od końca 2006 strona umożliwia bezpłatne pobieranie utworów.
W latach 1976–2006 zestawienia przedstawiane były za pośrednictwem Sveriges Radio. Od 2006 dane udostępniane są jedynie za pośrednictwem pobrań internetowych (przy pomocy Nielsen SoundScan).
Publikowany jest także lista Best of All Time, na której umieszczane są albumy najdłużej sklasyfikowane na liście w historii.

## Listy przebojów
- Veckolista singlar
- Veckolista Heatseeker
- Veckolista Svenskt Topp-20
- Veckolista album
- Veckolista DVD album
- Veckolista samlingar
- Veckolista Vinyl
- Veckolista Hårdrock
- Veckolista Jazz